# Rob Horne
Rob Horne (Sídney, 15 de agosto de 1989) es un jugador de rugby australiano, que juega de Wing para la selección de rugby de Australia y, actualmente (2015) para los Waratahs en el Super Rugby.
Su debut con los Wallabies se produjo en un partido contra la selección de rugby de Fiyi, celebrado en Canberra el 5 de junio de 2010. Fue seleccionado para formar parte del equipo australiano que jugó la Copa Mundial de Rugby de 2011. Ha formado parte del equipo que ganó la medalla de plata en la Copa Mundial de Rugby de 2015.